# Koen Wessing

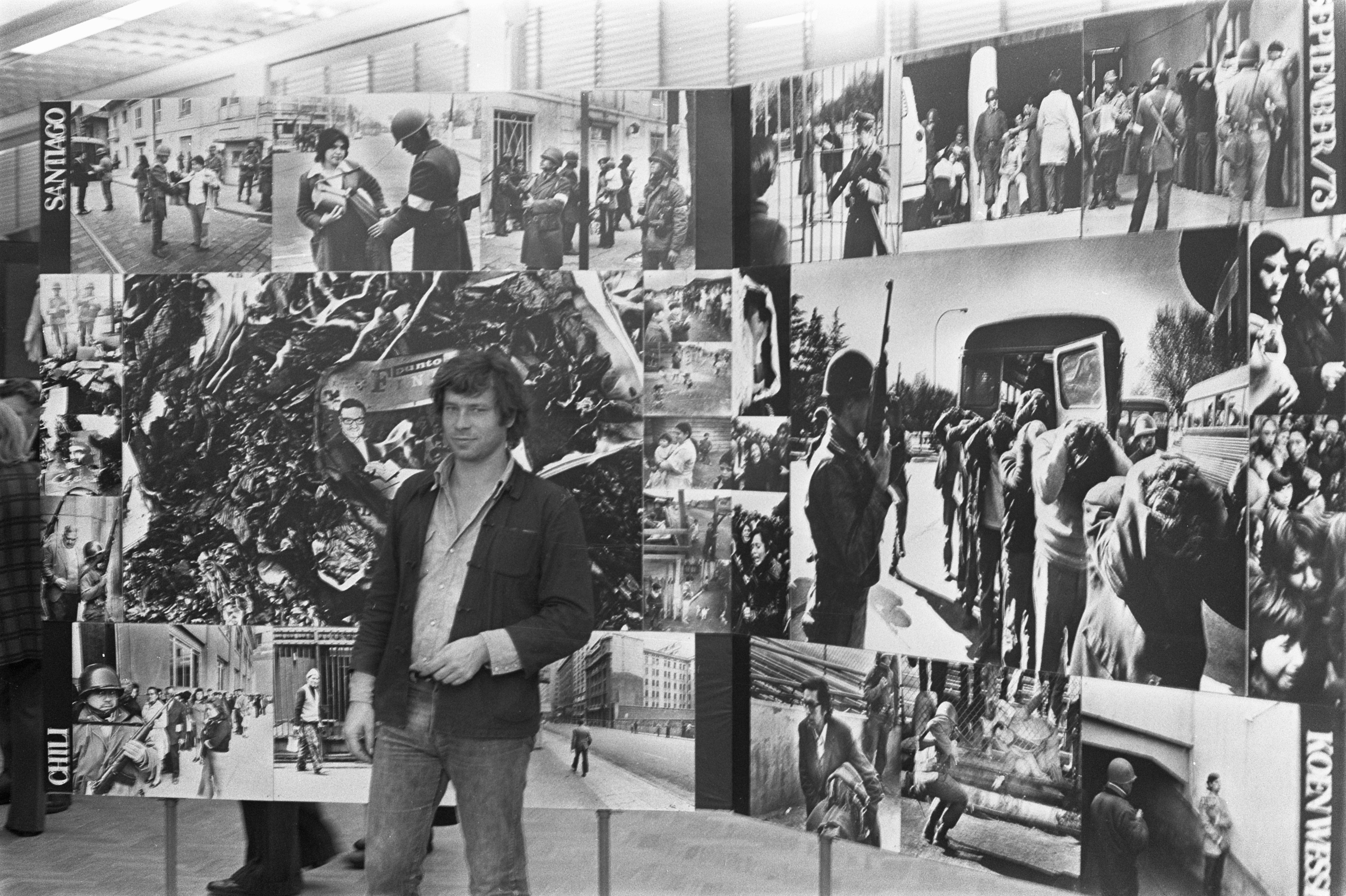
Koen Wessing (1973)

Koen Wessing (* 26. Januar 1942 in Amsterdam, Königreich der Niederlande; † 2. Februar 2011 ebenda) war ein niederländischer Fotograf.

## Leben
Wessing war der Sohn eines Innenarchitekten und einer Bildhauerin. Ende der 1950er Jahre lernte er den niederländischen Fotografen Ed van der Elsken kennen. 1961 besuchte er ein Jahr lang die Kunsthochschule Amsterdam, die spätere Gerrit Rietveld Academie, an der seine Mutter Dozentin war. Danach war er Assistent bei Van der Elsken und machte sich  1963 als Freelance-Fotograf selbständig. 1968 fotografierte er in Paris die Mai-Unruhen. 1969 folgte eine Fotoreportage über die Amsterdamer Deltawerke und im gleichen Jahr über die Besetzung des Maagdenhuis der Universität Amsterdam. Seine Aufnahmen über Chile direkt nach dem Militärputsch von 1973 wurden weltbekannt. 1975 dokumentierte er den Nieuwmarkt-Aufruhr des Jahres 1975 in Amsterdam. In den Folgejahren berichtete er aus weiteren Krisengebieten der Welt wie Nordirland, Guinea-Bissau, Nicaragua, El Salvador und dem Kosovo. 2007 berichtete er aus der Volksrepublik China.

## Preise und Auszeichnungen
- 1989: Ablasprijs.
- 2000: Retrospektive im Amsterdams Historisch Museum.

## Veröffentlichungen
- mit Pauline Terreehorst und Ed Grazda: Chili, september 1973. Errata Editions, New York City 2010.